# 二硫化セレン
二硫化セレン（英語：Selenium disulfide）は、化学式：SeS2で表される無機化合物で、セレンの硫化物である。
抗真菌薬など医学用途で使用される。WHO必須医薬品モデル・リストにおいて、医療制度で必要とされる最も効果的で安全な医薬品である。
金属製の宝飾品は変色する恐れがある。

## 薬用
癜風や脂漏性湿疹の治療に使われ、シャンプーやローションに添加されて患部に処方される。
副作用として、脱毛、肌のかぶれ、衰弱、倦怠感、毛髪の変色などがある。2-5歳未満の小児には推奨されていない 。妊娠または授乳中の使用は研究されていない。

### 発がん性
現在、動物の発癌性物質としてされている唯一のセレン化合物は、セレンモノスルフィド（SeS）である。また二硫化セレンは摂取した際は発がん性が高いとされているが、皮膚接触での発がん性はないとされ、普通にフケ防止シャンプーとして使う分には、問題ないとしている。

## 化学組成

1,2,3-Se_{3}S_{5}の構造

二硫化セレンは大体SeS2の組成を有し、硫化セレンと呼ばれることもある。 しかし、純粋な化合物ではなく、全体的なSe：S比が1：2である混合物である。この化合物はSenS8−nと原子の数が変動し、SおよびSe原子を含むSe-S環を形成する
多くの硫化セレンは、77Se-NMRで検出できることが知られている。